# Athabasca-Lac La Biche
Circonscription électorale provinciale du Canada
Athabasca-Lac La Biche est une circonscription électorale provinciale de l'Athabasca et du Lac La Biche en Alberta au Canada. Cette circonscription regroupe une importante population franco-albertaine. Elle a été créée en 1986 et représente l'élection d'un seul député de l'Assemblée législative de l'Alberta. Cette circonscription électorale provinciale fut dissoute en 1993 pour laisser place à une nouvelle circonscription ayant de nouvelles limites territoriales et sous la dénomination de Lac La Biche-St. Paul.
Le premier député fut Léo Piquette, candidat du Nouveau Parti démocratique de l'Alberta, élu dès le début de la création de cette circonscription lors de l'élection générale albertaine de 1986. Léo Piquette devint célèbre à la suite de son intervention en langue française à l'Assemblée législative de l'Alberta et qui créa un incident qui devint l'Affaire Piquette. Lors de l'élection générale albertaine de 1989 son adversaire politique, Mike Cardinal candidat de l'Association progressiste-conservateur de l'Alberta lui succéda.